# Political Warfare Executive
La Direction de la guerre politique (en anglais, Political Warfare Executive, souvent abrégé en PWE) est un organisme secret britannique qui opère pendant la Seconde Guerre mondiale. 
Créé par Winston Churchill en août 1941, elle est chargée de concevoir et de conduire l'action de propagande politique et psychologique dans les pays occupés, et notamment d'élaborer les consignes politiques diffusées par la BBC en Europe. Elle agit sous la tutelle du Foreign Office et en liaison avec le service action SOE. Il est basé à Woburn Abbey.
Les principaux moyens d'action sont la diffusion radiophonique et diffusion de matériel imprimé (cartes postales, brochures, tracts). Le PWE crée ainsi un certain nombre de stations de radio clandestines comprenant Gustav Siegfried Eins, Soldatensender Calais et Kurzwellesender Atlantik. 
Les messages subversifs du PWE sont parfois constitués d'informations fiables sur les événements en Allemagne et dans les pays occupés par les forces de l'Axe, obtenus d'autres services et agences britanniques, notamment par l'interrogatoire de prisonniers de guerre et la traduction de journaux ennemis. Cela permet de diffuser des listes de rues (voire de maisons individuelles) qui sont détruites par les bombardements et, à cette occasion, de faire croire à des rapports "en temps réel" sur les "raids réels".
En 1944, après le débarquement en Normandie, la plupart du personnel de propagande du PWE est transféré à la Division de Guerre Psychologique (PWD / SHAEF) du SHAEF.  
En 1945, à la fin de la Seconde Guerre mondiale, le PWE est chargé de la rééducation des prisonniers de guerre allemands.  Reprenant les différentes catégories de propagande, le PWE classe les prisonniers comme «noirs» quand ils sont considérés comme des Nazis ardents et dangereux, comme «blancs» quand ils sont anti-nazis, et comme «gris» quand ce sont des soldats réguliers non politisés.